# Aide-toi, le ciel t'aidera (Les Simpson)
Pour les articles homonymes, voir Aide-toi, le ciel t'aidera.
Aide-toi, le ciel t'aidera (en France) ou Mauvais quart d'heure (au Québec) est le 1er épisode de la saison 2 de la série télévisée d'animation Les Simpson.

## Synopsis
Une fois que Martin a fini son exposé, Mme Krapabelle demande à Bart de présenter le sien sur le livre L'Île au trésor qu'il est censé avoir lu. Bien évidemment, Bart ne l'a jamais ouvert et tente d'en faire une explication sans convaincre personne.
Mme Krapabelle le punit et lui rappelle que le lendemain, il a une interrogation d'histoire très importante. Au lieu de passer son temps à réviser, il préfère jouer aux jeux vidéo et regarder la télévision. Le jour J, il fait semblant d'être malade en classe et se fait renvoyer à la maison pour se reposer. Mais il devra quand même passer son contrôle. Il demande à Martin de l'aider à réviser.
La veille de son contrôle, il fait une prière et implore le Seigneur de faire en sorte qu'il ne puisse pas se rendre à l'école le lendemain. Au petit matin, Springfield est couverte de neige. Alors que Bart s'apprêtait à rejoindre les autres dehors pour aller jouer dans la neige, Lisa lui rappelle la prière faite la veille qui s'est exaucée. Bart donne alors le meilleur de lui-même pour travailler, mais il échoue malgré tout à l'examen et est abattu.
Mais lorsqu'il fait des références obscures sur George Washington, Mme Krapabelle, impressionnée, décide de lui accorder des points supplémentaires qui permettent ainsi à Bart de réussir son examen, à la plus grande fierté de sa famille, non sans que Bart rappelle que cette note revient en partie à Dieu.

## Note
- Cet épisode est celui qui a connu la plus forte audience aux États-Unis lors de sa diffusion, en rassemblant près de 34 millions de téléspectateurs.
- À l'origine, cet épisode devait être le deuxième de la saison 2 mais la Fox préféra que l'on diffuse un épisode centré sur Bart afin de démarrer la saison en grande pompe. L'épisode Simpson et Delila s'en trouva donc rétrogradé en second épisode.
- Cet épisode montre le fait que la chronologie n'a aucune importance et indépendante d'un épisode à l'autre. Bart aurait donc fini avec Krapabelle alors que ce n'est encore que le début d'une longe série d'histoires dans cette classe.
- Plusieurs extraits d'anciens épisodes sont utilisés, lorsque Bart arrive à l'école après avoir appris qu'il allait peut-être redoubler, l'école élémentaire (primaire) de Springfield est bleu pâle, gris alors qu'elle est censée être orange à partir de la saison 2, car cette scène vient de la Saison 1, ainsi que la scène qui suit où Bart est pensif (Terreur à la récré).